# Список композиторів оперет
Список українських композиторів оперет містить композиторів, у музичній творчості котрих є твори у жанрі оперети.
| Композитор          | Оригінал імені                           | Дата і місце народження     | Дата і місце смерті              | Країна                       |
| ------------------- | ---------------------------------------- | --------------------------- | -------------------------------- | ---------------------------- |
| Антон Діабеллі      | Anton Diabelli                           | 5 вересня 1781, Матзее      | 7 квітня 1858, Відень            | Австрія                      |
| Франц фон Зуппе     | Franz von Suppé                          | 18 квітня 1819, Спліт       | 21 травня 1895, Відень           | Австрія                      |
| Жак Оффенбах        | Jacques Offenbach                        | 20 червня 1819, Кьольн      | 5 жовтня 1880, Париж             | Франція                      |
| Ріхард Жене         | Richard Genée                            | 7 лютого 1823, Данциг       | 15 червня 1895, Баден-під-Веною  | Австрія                      |
| Флорімон Ерве       | Florimond Hervé                          | 30 червня 1825, Уден        | 4 листопада 1892, Париж          | Франція                      |
| Иоган Штраус (син)  | Johann Strauß                            | 25 жовтня 1825, Відень      | 3 червня 1899, Відень            | Австро-Угорщина              |
| Шарль Лекок         | Charles Lecocq                           | 3 червня 1832, Париж        | 24 жовтня 1918, Париж            | Франція                      |
| Зайц, Іван          | Ivan Zajc                                | 3 серпня 1832, Рієка        | 16 грудня 1914, Аграм            | Ховатія                      |
| Карл Міллекер       | Carl Millöcker                           | 29 квітня 1842, Відень      | 31 грудня 1899, Баден-під-Веною  | Австро-Угорщина              |
| Карл Міхаель Цірер  | Carl Michael Ziehrer                     | 2 травня 1843, Відень       | 14 листопада 1922, Відень        | Австрія                      |
| Робер Планкет       | Robert Planquette                        | 31 липня 1848, Париж        | 28 січня 1903, Париж             | Франція                      |
| Ріхард Хойбергер    | Richard Heuberger                        | 18 червня 1850, Грац        | 28 жовтня 1914, Відень           | Австро-Угорщина              |
| Андре Мессаже       | André Messager                           | 30 грудня 1853, Монлюсон    | 24 лютого 1929, Париж            | Франція                      |
| Джон Філіп Суза     | John Philip Sousa                        | 6 листопада 1854, Вашингтон | 6 березня 1932, Редінг           | США                          |
| Йозеф Хельмесбергер | Joseph Hellmesberger                     | 9 квітня 1855, Відень       | 26 квітня 1907, Відень           | Австрія                      |
| Оскар Тельгман      | Oscar Ferdinand Telgmann                 | ок. 1855, Менгерінгаузен    | 30 березня 1946, Торонто         | Канада                       |
| Руджеро Леонкавалло | Ruggero Leoncavallo                      | 23 квітня 1857, Неаполь     | 9 серпня 1919, Монтекатіні-Терме | Італія                       |
| Георг Ярно          | Jarno Georg                              | 3 червня 1868, Будапешт     | 25 травня 1920, Вроцлав          | Австро-Угорщина Угорщина     |
| Оскар Штраус        | Oscar Straus                             | 6 березня 1870, Відень      | 11 січня 1954, Бад-Ішль          | Австрія Австро-Угорщина      |
| Франц Легар         | угор. Lehár Ferenc нім. Franz Lehár      | 30 квітня 1870, Комарно     | 24 жовтня 1948, Бад-Ішль         | Австрія Угорщина             |
| Леон Ессель         | Leon Jessel                              | 22 січня 1871, Штеттин      | 4 січня 1942, Берлін             | Німеччина                    |
| Лео Фалль           | Leo Fall                                 | 2 лютого 1873, Оломоуц      | 16 вересня 1925, Відень          | Австрія                      |
| Оскар Недбал        | Oskar Nedbal                             | 26 березня 1874, Табор      | 24 грудня 1930, Загреб           | ,                            |
| Фріц Крейслер       | Fritz Kreisler                           | 2 лютого 1875, Відень       | 29 січня 1962, Нью-Йорк          | Австро-Угорщина США          |
| Йеньо Хуска         | угор. Huszka Jenő нім. Eugen Huszka      | 24 квітня 1875, Сегед       | 2 лютого 1960, Будапешт          | Угорщина                     |
| Рудольф Фрімль      | Rudolf Friml                             | 7 грудня 1879, Прага        | 12 листопада 1972, Лос-Анджелес  | Чехія США                    |
| Роберт Штольц       | Robert Stolz                             | 25 серпня 1880, Грац        | 27 червня 1975, Західний Берлін  | Австрія                      |
| Імре Кальман        | угор. Kálmán Imre німий. Emmerich Kalman | 24 жовтня 1882, Шіофок      | 30 жовтня 1953, Париж            | Австро-Угорщина Угорщина США |